# ديف ستيفنز (كاتب)
ديف ستيفنز هو منتج أفلام وكاتب سيناريو ورسام توضيحي أمريكي، ولد في 29 يوليو 1955 في لينووود في الولايات المتحدة، وتوفي في 10 مارس 2008 في ترلوك في الولايات المتحدة بسبب ابيضاض الدم.

## وصلات خارجية
- الموقع الرسمي
- ديف ستيفنز على موقع IMDb (الإنجليزية)
- ديف ستيفنز على موقع الموسوعة البريطانية (الإنجليزية)
- ديف ستيفنز على موقع أول موفي (الإنجليزية)
- ديف ستيفنز على موقع إن إن دي بي (الإنجليزية)
- ديف ستيفنز على موقع قاعدة بيانات الفيلم (الإنجليزية)